# Salon du livre d'expression populaire et de critique sociale d'Arras
Pour les articles homonymes, voir Salon du livre.
Le Salon du livre d'expression populaire et de critique sociale a lieu à Arras (Pas-de-Calais, région des Hauts-de-France), en France, le 1er mai de chaque année depuis 2002. 
Il est organisé par l'association Colères du présent et rassemble une centaine d'auteurs et de nombreux artistes de toute discipline. Se développant d'année en année, il occupe actuellement les places du centre-ville d'Arras (Grand'Place, Place des Héros, Place d'Ipswich).
Depuis 2007, il se déroule en partenariat avec le festival Le Son du Porte voix, qui propose des groupes alternatifs de différents styles (punk, rock, ska, psychobilly…).

## Salon du livre d'expression populaire et de critique sociale
Lieu d'échanges, de débats, de rencontres, le Salon du livre d'expression populaire et de critique sociale mêle des thématiques engagées à une valorisation des littératures témoins de leur temps. De nombreux sujets sont abordés, même si chaque année 2 ou 3 thèmes principaux sont mis en avant : les frontières, la démocratie autrement, le travail, les luttes sociales, les utopies réalisables… C'est à chaque fois aussi l'occasion d'inviter des artistes de pays étrangers autant que de la région (ils sont venus de Turquie, Islande, Italie, Espagne, Iran, Norvège, Taïwan, États-Unis, Royaume-Uni…).
À côté des auteurs, un véritable espace de valorisation de l'édition indépendante francophone existe, avec plus de cinquante éditeurs. Ils viennent de Marseille, Bordeaux, Rennes, Nantes, Strasbourg, Paris… Les éditeurs extra-régionaux sont choisis pour leur proximité avec les thématiques du Salon. D'autres, venus de la région des Hauts-de-France, sont accueillis car être éditeur indépendant est en soi un engagement.
Un village des associations permet de mêler sujets de littérature et réalités de terrain, les deux faisant de ce salon du livre un véritable forum social. Les rues sont animées par les bouquinistes, des interventions théâtrales, une graff' session, un illustrathon…
Chaque année, c'est aussi l'occasion de décerner des prix littéraires : depuis 2005 le prix Jean Amila-Meckert, et depuis 2007 le prix Ados en colère.
La dernière édition du Salon a lieu en 2024.

## Association Colères du présent
Le Salon du livre d'expression populaire et de critique sociale est la partie la plus visible de l'activité de l'association. Pour autant, Colères du présent développe toute l'année des actions sur son territoire : rencontres d'auteurs, ateliers de création de livre, débats, résidences d'artistes... Créer du lien, tisser les mots des uns et des autres, donner l'occasion à chacun de faire entendre sa voix, de développer son esprit critique et sa créativité, permettre que tous se saisissent des outils de l'écriture et de l'expression pour faire entendre leur voix, développer une pensée, s'interroger et prendre leur place dans le monde.

## Lauréats du prix Jean Amila-Meckert
- 2005 : Jean-Hugues Lime, La Chasse aux enfants (Le Cherche midi)
- 2006 : Nan Aurousseau, Bleu de chauffe (Stock)
- 2007 : Maurice Attia, Alger la Noire (Babel)
- 2008 : Olivier Adam, À l'abri de rien (Éditions de L'Olivier)
- 2009 : Caryl Férey, Zulu (Gallimard)
- 2010 : Florence Aubenas, Le Quai de Ouistreham (Éditions de L'Olivier)
- 2011 : Flore Vasseur, Comment j'ai liquidé le siècle (Équateurs)
- 2012 : Antonin Varenne, Le Mur, le Kabyle et le marin (Viviane Hamy)
- 2013 : Thierry Beinstingel, Ils désertent (Fayard)
- 2014 : Marin Ledun, L'Homme qui a vu l'homme (Ombres noires)
- 2015 : Pascal Dessaint, Le chemin s’arrêtera là (Rivages)[3]
- 2016 : Denis Lachaud, Ah ! Ça ira… (Actes Sud)
- 2017 : Nathacha Appanah, Tropique de la violence (Gallimard)
- 2018 : Jacky Schwartzmann, Demain c'est loin (Seuil, collection Cadre Noir)
- 2019 : Joseph Ponthus, À la ligne (La Table ronde)
- 2020 : Élisa Vix, Elle le gibier (Éditions du Rouergue)[4]
- 2021 : Sophie Divry, Cinq mains coupées (Éditions du Seuil)
- 2022 : Mathieu Palain, Ne t'arrête pas de courir (Éditions de l'Iconoclaste)[5]
- 2023 : Christian Astolfi, De notre monde emporté, Le Bruit du monde[6]
- 2024 : Clara Arnaud, Et vous passerez comme des vents fous, Actes Sud[7]

## Lauréats du prix Ados en colère
- 2009 : Johan Heliot, Ados sous contrôle
- 2010 : Florence Cadier, Le rêve de Sam
- 2011 : Isabelle Pandazopoulos, On s'est juste embrassés
- 2012 : Nathalie Le Gendre, Brune et Jules
- 2013 : Guy Jimenes, Harcèlement
- 2014 : Jo Witek, Mauvaise Connexion
- 2015 : Marion Brunet, Frangine
- 2016 : Manon Fargetton, Le Suivant sur la liste
- 2017 : Florence Hinckel, #Bleue
- 2018 : Dounia Bouzar, Ma meilleure amie s’est fait embrigadée
- 2019 : Gwladys Constant, Offense dans la cité
- 2020 : Axl Cendres, Cœur battant[8]
- 2021 : Stéphane Servant, Félines
- 2022 : Delphine Pessin, Deux fleurs en hiver[9].
- 2023 : Adèle Tariel, La Meute[10]
- 2024 : Catherine Cuenca, Nos corps jugés[11]